# NHK上方漫才コンテスト
NHK上方漫才コンテスト（エヌエイチケイかみがたまんざいコンテスト）は、NHK大阪放送局の主催により、1971年から毎年開催されている若手上方漫才家のための演芸コンクール。
現在は年度によるが、原則2月最終金曜日、または3月の第1・2金曜日のいずれか（概ねNHKのど自慢チャンピオン大会の前日）にNHK大阪ホールで開催される。

## 概要
関西(第53回から過去に関西で活動したコンビ/グループもOKに。)を拠点に活躍する結成10年以内のコンビ/グループを対象に、「漫才」「コント」「ピン芸」等のジャンルを問わず、有望な若手を発掘し、育成することを目的としたコンテストである。
在阪放送局主催の若手を対象にした演芸の賞では最も歴史ある大会である。
今大会で最優秀賞（優勝）を受賞した歴代の漫才師には中田カウス・ボタン、オール阪神・巨人、太平サブロー・シロー、トミーズ、ますだおかだ、フットボールアワー、笑い飯、銀シャリ、かまいたち、和牛などが飾り、優秀賞（準優勝）にはレツゴー三匹、海原千里・万里、ザ・ぼんち、島田紳助・松本竜介、ダウンタウン、ハイヒール、矢野・兵動、海原やすよ・ともこ、チュートリアル、麒麟、千鳥など上方漫才界に名を刻んだ漫才師や現在も第一線で活躍する漫才師が受賞している。

## 審査
2009年の第39回までは、一般的なコンクールと同様に出場コンビがそれぞれ漫才ネタを1本ずつ披露し、全部の演目終了後に審査員の厳正な審査のうえ、最優秀賞（初期は優秀話術賞）1組、優秀賞2組（当初は優秀努力賞と優秀敢闘賞をそれぞれ1組ずつ）を決定していた。大会名は「上方漫才コンテスト」となっているがジャンルは制限されておらず、コントや漫談なども参加できるフリースタイルな大会である。2017年度の優勝（最優秀賞）に選ばれたゆりやんレトリィバァもピン芸人だった。
2010年の第40回からはそれまでの方式を見直し、以下の方式となった。
- 全応募コンビの中からまず予選大会を行い、その中で上位6組（第48回は8組）が決勝大会に進出する。
- 出場6組は本番前に組み合わせ抽選会を行って、3組ずつ（第48回は4組ずつ）2つのブロックに分けて1次審査を行い、その1次審査を勝ち上がった各ブロック1組ずつ（2組）の対戦による決勝審査を行うトーナメント方式。
- ネタの披露時間は1次審査は4分/組、決勝審査は8分/組（第48回は4分/組）。近年の演芸コンテストにおいてはショートネタが多くなったことから、より出場者の実力を試すという点で決勝審査では寄席などで行う時間に近い長時間のネタを披露できるようになった。
- 演目終了後、審査員の投票（2010年から2013年は7人、2014年以降は6人）により、最多得票を得たコンビの勝ち抜けとなる。第44回以降は、審査員に加えて、前述の審査員1枠削減の代わりとして、各ブロックおよび決勝審査終了後に行われたデータ放送による視聴者の投票で最も多く得票数を集めたコンビに視聴者票として1票が加わった。
- 実質的に優勝者が「最優秀賞」、準優勝者が「優秀賞」で、優秀賞相当の入賞が1枠減である。優勝者（最優秀賞受賞者）にはトロフィーと賞金50万円が贈られる[7]。
- 第40回から第43回までの優勝（最優秀賞）コンビは、近畿2府4県で撮影された「関西、たっぷり（NHK関西のキャッチフレーズ）」のアイキャッチ（関西地区限定）にも出演していた。

## 歴代受賞者／本選進出者（新人賞）
|               | 優秀話術賞             | 優秀努力賞                                | 新人敢闘賞 | 本選進出者 （新人賞） |
| ------------- | ---------------------- | ----------------------------------------- | --- | --- |
| 第1回 1971年  | コメディNo.1           | 若井小づえ・みどり                        | レツゴー三匹 | 横山たかし・ひろし ? |
| 第2回 1972年  | 中田カウス・ボタン     | 船仁のるか・喜和そるか                    | 浮世亭三吾・十吾 | 海原千里・万里 若井けいじ・えいじ 海原はるか・かなた ?                                                                                |
| 第3回 1973年  | はな寛太・いま寛大     | 横山たかし・ひろし                        | 海原千里・万里 | 北京一・京二 若井けいじ・えいじ 海原はるか・かなた ?                                                                                  |
| 第4回 1974年  | B&B（二代目）          | マスコミQ・P                              | 若井チック・ヤング | ? |
| 第5回 1975年  | チグハグコンビ         | 森啓二・喜多洋司                          | ザ・ぼんち | 海原はるか・かなた 大木こだま・ひかり 酒井くにお・とおる 青芝幸之助・福之助 ガッツジョージ・アーボー 浮世亭ケンケン・てるてる（棄権） |
| 第6回 1976年  | オール阪神・巨人       | B&B（三代目）                             | 鳳キング・ポーカー | ? |
| 第7回 1977年  | 浮世亭ジョージ・ケンジ | 青芝まさお・あきら                        | 酒井くにお・とおる | ? |
| 第8回 1978年  | 大木こだま・ひかり     | ヤングにっぽんず                          | 島田紳助・松本竜介 | 松みのる・杉ゆたか 青芝金太・紋太 太平サブロー・シロー ?                                                                              |
| 第9回 1979年  | 中田伸江・伸児         | 中田ブラック・ホワイト                    | 青芝金太・紋太 | 古都からん・ころん 海原さおり・しおり 青芝一世・八世 松みのる・杉ゆたか 団トリオ                                                      |
| 第10回 1980年 | 古都からん・ころん     | 宮川大助・花子                            | 前田一球・写楽 | 松みのる・杉ゆたか 海原さおり・しおり じゃんけんぽん 前田犬千代・竹千代 春やすこ・けいこ 立川センタ・ライン                           |
|               | 最優秀賞               | 優秀賞                                    | 優秀賞 | 本選進出者 |
| 第11回 1981年 | 太平サブロー・シロー   | 前田犬千代・竹千代                        | 海原さおり・しおり | ? |
| 第12回 1982年 | ミヤ蝶美・蝶子         | 大阪笑ルーム                              | 大空テント・幸つくる | ミヤ鈴丸・花丸 うきうき・どきどき ?                                                                                                   |
| 第13回 1983年 | じゃんけんぽん         | 中田新作・優作                            | やすえ・やすよ | トミーズ 歌メリ・マリ まさと・ひとし 銀次・政二 北乃笑斗・南乃勝斗                                                                    |
| 第14回 1984年 | トミーズ               | ダウンタウン                              | ザ・バッテリー | ハイヒール まるむし商店 ? |
| 第15回 1985年 | ちゃらんぽらん         | ハイヒール                                | 西田タカミ・キヨミ | 中田八作・草井毛平 まるむし商店 岡けん太・ゆう太 ひろみ・ゆか ざっと31                                                                |
| 第16回 1986年 | 非常階段               | まるむし商店                              | 立山センター・オーバー                                                                                                   | ザ・ポテト ピンナップ ブレイク 和光亭幸助・福助 ソフィア                                                                              |
| 第17回 1987年 | どんきほ〜て           | 岡けん太・ゆう太                          | ポテトフライ | ピンクダック 和光亭幸助・福助 やっちゃん&ゆうちゃん ソフィア 小川あたる・たまる                                                       |
| 第18回 1988年 | オールディーズ         | ビッグブラザーズ                          | 和光亭幸助・福助 | キャラメルランド ベジタブル ミモ・ファルス やっちゃん&なお君 ライム・ライト                                                           |
| 第19回 1989年 | ミモ・ファルス         | シンデレラエキスプレス                    | 中田はじめ・圭祐 | 大前銀平・なつ紀 高山・河本 パールピアス 130R リットン調査団                                                                          |
| 第20回 1990年 | ティーアップ           | ベイブルース                              | 平川タロー・ジロー | ぴのっきお 未来世紀01・02 トゥナイト メキシコ台風 BANG BANG                                                                           |
| 第21回 1991年 | 犬丸兄弟               | ぴのっきお                                | 未来世紀01・02 | オミーズ サムソンズ 新撰組 中田尚希・裕士 BANG BANG                                                                                   |
| 第22回 1992年 | 大阪キッズ             | ラッキースター                            | ダックスープ | オミーズ ? |
| 第23回 1993年 | 水玉れっぷう隊         | 矢野・兵動                                | オミーズ | ダックスープ ちゃいまんねんず TAKE-OFF ブラッシュ -4℃                                                                                 |
| 第24回 1994年 | ますだおかだ           | トクトミトコナミ                          | 横山まさみ・松島ひでお                                                                                                   | WINNER'S（特別賞） AZAS お笑い番長 電車道 海原やすよ・ともこ ブラッシュ まり・みわ                                                    |
| 第25回 1995年 | 電車道                 | 海原やすよ・ともこ                        | I少年D | 楠野太田 ちゃいまんねんず 技ありーず SNOB ブラッシュ                                                                                  |
| 第26回 1996年 | シンクタンク           | 立花あさり・土佐かつお                    | 幹てつや | いつお・かずお シンドバット こん松・せんべい T/D -4℃ やぶからボー 技ありーず                                                          |
| 第27回 1997年 | ハリガネロック         | Over Drive                                | 2丁拳銃 | 騎兵隊 T/D SNOB 技ありーず |
| 第28回 1998年 | アメリカザリガニ       | ビリジアン                                | ストリーク | カチコチキューピー デモしかし 南の風（風力3） シンドバット 満                                                                         |
| 第29回 1999年 | スクラッチ             | オーケイ                                  | ライセンス | 市川塾 やおじゃが ルート33 カチコチキューピー りあるキッズ                                                                            |
| 第30回 2000年 | キングコング           | レギュラー                                | りあるキッズ | 青空 ダブルコセガレ ランディーズ 騎兵隊 ハイパント                                                                                    |
| 第31回 2001年 | ランディーズ           | フットボールアワー                        | ビッキーズ | オジンオズボーン 君と僕 シャンプーハット $10 ストリーク                                                                               |
| 第32回 2002年 | フットボールアワー     | オジンオズボーン                          | ビッキーズ | チュートリアル ババリア ロザン チョップリン りあるキッズ                                                                              |
| 第33回 2003年 | ビッキーズ             | チュートリアル                            | 友近 | オーケイ チョップリン NON STYLE ジャンクション $10                                                                                    |
| 第34回 2004年 | 笑い飯                 | 麒麟                                      | ザ・プラン9 | 天津 $10 レギュラー 安田大サーカス NON STYLE                                                                                          |
| 第35回 2005年 | レギュラー             | 千鳥                                      | つばさ・きよし | イシバシハザマ 天津 なすなかにし 南海キャンディーズ NON STYLE                                                                         |
| 第36回 2006年 | チョップリン           | アジアン                                  | なすなかにし | ダイアン とろサーモン 天津 プラスマイナス NON STYLE                                                                                   |
| 第37回 2007年 | プラスマイナス         | アジアン                                  | 千鳥 | スマイル 藤崎マーケット 天津 トライアングル ボールボーイ                                                                              |
| 第38回 2008年 | とろサーモン           | アジアン                                  | モンスターエンジン | 女と男 天津 のろし スマイル つるせんねん                                                                                              |
| 第39回 2009年 | ギャロップ             | 銀シャリ                                  | スーパーマラドーナ | スマイル ダイアン さらば青春の光 span!                                                                                                |
|               | 優勝                   | 準優勝                                    | 決勝進出者 （A / B） | |
| 第40回 2010年 | 銀シャリ               | モンスターエンジン                        | モンスターエンジン ダイアン ソーセージ銀シャリ ウーマンラッシュアワー span!                                              | |
| 第41回 2011年 | スーパーマラドーナ     | さらば青春の光                            | スーパーマラドーナ かまいたち ソーセージさらば青春の光 GAG少年楽団 トット                                                | |
| 第42回 2012年 | かまいたち             | 学天即 （現・ガクテンソク）               | 学天即 天竺鼠 span!かまいたち ウーマンラッシュアワー 藤崎マーケット                                                      | |
| 第43回 2013年 | ウーマンラッシュアワー | 和牛                                      | ウーマンラッシュアワー インディアンス 学天即和牛 タナからイケダ モンスターエンジン                                       | |
| 第44回 2014年 | 和牛                   | タナからイケダ                            | タナからイケダ プリマ旦那 藤崎マーケット和牛 インディアンス ビーフケーキ                                                 | |
| 第45回 2015年 | アキナ                 | インディアンス （現・ちょんまげラーメン） | インディアンス ゆりやんレトリィバァ タナからイケダアキナ バンビーノ プリマ旦那                                           | |
| 第46回 2016年 | ミキ                   | トット                                    | ミキ バンビーノ プリマ旦那トット アインシュタイン ゆりやんレトリィバァ                                                   | |
| 第47回 2017年 | ゆりやんレトリィバァ   | プリマ旦那 （現・令和喜多みな実）         | プリマ旦那 祇園 インディアンスゆりやんレトリィバァ ZAZY アインシュタイン                                                 | |
| 第48回 2018年 | アインシュタイン       | インディアンス                            | インディアンス 霜降り明星 なにわスワンキーズ ヒガシ逢ウサカアインシュタイン ロングコートダディ コマンダンテ ラニーノーズ | |
| 第49回 2019年 | さや香                 | 丸亀じゃんご                              | さや香 ラニーノーズ たくろう からし蓮根丸亀じゃんご ジュリエッタ ネイビーズアフロ インディアンス                         | |
| 第50回 2020年 | ネイビーズアフロ       | きんめ鯛                                  | きんめ鯛 からし蓮根 プードル パーティーパーティーネイビーズアフロ 隣人 ニッポンの社長 たくろう                           | |
| 第51回 2021年 | ビスケットブラザーズ   | ニッポンの社長                            | ニッポンの社長 爛々 カベポスター 丸亀じゃんごビスケットブラザーズ からし蓮根 チェリー大作戦 エンペラー （現・華山）      | |
| 第52回 2022年 | 天才ピアニスト         | 滝音                                      | 滝音 隣人 オーサカクレオパトラ ファンファーレと熱狂天才ピアニスト もも カベポスター ハイツ友の会                         | |
| 第53回 2023年 | スナフキンズ           | 爛々                                      | 爛々 ハイツ友の会 フースーヤ マーメイド スナフキンズ パーティーパーティー 大自然 丸亀じゃんご                            | |
| 第54回 2024年 | フースーヤ             | たくろう                                  | フースーヤ くわがた心 清川雄司 ラビットラ たくろう THIS IS パン マーメイド シモリュウ                                    | |

## 司会者
- 第31回（2001年） - 白鳥哲也（NHKアナウンサー）、大桃美代子
- 第35回（2005年） - 伊藤雄彦（NHKアナウンサー）、塚原愛（NHKアナウンサー）
- 第36回（2006年） - RENA、小寺康雄（NHKアナウンサー）
- 第37回（2007年） - U.K.、田代杏子（NHKアナウンサー）
- 第38回（2008年） - U.K.、堀あかり
- 第39回（2009年） - 三倉茉奈・佳奈
- 第40回（2010年） - 陣内智則、大沢あかね
- 第41回（2011年） - 陣内智則、安田美沙子
- 第42回（2012年） - 陣内智則、岡本玲
- 第43回（2013年） - 陣内智則、吉木りさ
- 第44回（2014年） - 千原兄弟、荒木美和（当時NHKアナウンサー）
- 第45回（2015年） - 千原兄弟、柳ゆり菜
- 第46回（2016年） - 千原兄弟、吉岡里帆
- 第47回（2017年） - 千原兄弟、朝比奈彩
- 第48回（2018年） - 千原兄弟、髙橋ひかる
- 第49回（2019年） - 千原兄弟、田中真琴
- 第50回（2020年） - 千原兄弟[注 4]
- 第51回（2021年） - 千原兄弟
- 第52回（2022年） - 千原兄弟
- 第53回（2023年） - 千原兄弟
- 第54回（2024年） - 千原兄弟、佐々木久美

## 放送される時期
近畿地方では基本的には2月最終金曜日、または3月の第1か第2金曜（概ね「NHKのど自慢チャンピオン大会」の前日に開催されることが多い）19時30分から20時45分（2007年 - 2012年は「かんさい特集」の時間枠相当）に公開生放送され、その他の地方では4月中旬ごろにミッドナイトチャンネルの枠で再放送される。第51回（2021年）からはNHKプラス・ご当地プラスによる見逃し配信も行われる。

## 関連番組
- 若者たちはいま「泣き笑い漫才コンテスト」（NHK総合テレビ／1975年7月29日放送）
  - 毎回各界の著名人が若者たちを取材するヒューマンドキュメンタリー番組。リポーターの藤本義一が第5回大会（1975年度）に密着、若手時代の海原はるか・かなた、ザ・ぼんちや本選目前にして突如解散、漫才ブームを牽引したB&Bの漫才スタイルに影響を与えた浮世亭ケンケン・てるてるなどの漫才師の舞台裏に潜入、コンテストに挑む姿を追った内容。
- 東西若手漫才競演（NHK総合テレビ）
  - NHK総合テレビにて1970年代～1980年代にかけて本牧亭にてNHK主催の「NHK漫才コンクール」、NHK大阪放送局主催の「NHK上方漫才コンテスト」の優秀成績者が一堂に会する演芸番組。漫才ブーム前夜の1978年度（1978年3月21日放送）にはツービートと島田紳助・松本竜介が初めて共演した[9]。